# Caïque à queue courte
Graydidascalus brachyurus
Genre
Espèce
Statut de conservation UICN

 LC  : Préoccupation mineure
Statut CITES
Le Caïque à queue courte (Graydidascalus brachyurus) est une espèce d'oiseaux de la famille des Psittacidae.

## Description
Cet oiseau mesure environ 24 cm de long. Il a une silhouette très particulière : grosse tête, corps petit et trapu avec une queue très courte paraissant tronquée et dissimulée par les ailes au repos. Le plumage est vert. Les ailes sont bordées de jaune et marquées de rouge aux épaules. Le bec noir, muni d'une cire de même couleur, est puissant. Les iris sont rouges et les pattes grisâtres.

## Habitat
Cette espèce vit dans les forêts primaires.

## Répartition
Cet oiseau peuple le bassin de l'Amazone.